# Cena Hannah Arendtové
Cena Hannah Arendtové za politické myšlení je vyznamenání, které od roku 1994 každoročně uděluje Nadace Heinricha Bölla a senát svobodného města Brémy osobám, které podle jejich názoru přispívají k veřejnému politickému myšlení a jednání v tradici politické filozofky Hannah Arendtové (1906-1975). Má podporovat veřejnou diskusi o sporných otázkách, jak to Arendtová vyjádřila slovy: „Smyslem politiky je svoboda“. Po roce 1989 se mohlo zdát, že totalitní praxe politiky je minulostí, brzy se však ukázalo, že občanská svoboda je i nadále v ohrožení. O udělení ceny ve výši 7500 EUR rozhoduje mezinárodní porota.

## Laureáti
- 1995 Ágnes Hellerová, maďarská filozofka
- 1996 François Furet, francouzský historik
- 1997 Freimut Duve, německý publicista, a Joachim Gauck, obhájce lidských práv
- 1998 Antje Vollmerová, německá publicistka, a Claude Lefort, francouzský filozof
- 1999 Massimo Cacciari, italský filozof a politik
- 2000 Jelena Bonnerová, ruská obhájkyně lidských práv
- 2001 Ernst Vollrath, německý politický filozof a Daniel Cohn-Bendit, německo-francouzský politik
- 2002 Gianni Vattimo, italský filozof a politik
- 2003 Michael Ignatieff, kanadský vědec, esejista a politický myslitel
- 2004 Ernst-Wolfgang Böckenförde, německý právní filozof a soudce ústavního soudu
- 2005 Vaira Vīķe-Freibergová, prezidentka Lotyšska
- 2006 Julia Kristevová, francouzská psychoanalytička a filozofka
- 2007 Tony Judt, britský historik
- 2008 Victor Zaslavsky, ruský sociolog a spisovatel
- 2009 Kurt Flasch, německý historik filozofie
- 2010 François Jullien, francouzský filozof a sinolog
- 2011 Navid Kermani, německo-perský orientalista
- 2012 Yfaat Weissová, izraelská historička[1]
- 2013 Timothy Snyder, americký historik
- 2014 Marija Aljochinová, Naděžda Tolokonnikovová (členky Pussy Riot) a Jurij Andruchovyč, ukrajinský spisovatel.[2]
- 2016 Christian Teichmann, německý historik
- 2017 Étienne Balibar, francouzský filozof
- 2018 Ann Pettifor, jihoafricko-britská ekonomka
- 2019 Jerome Kohn, přítel a spolupracovník Arendtsové, a Roger Berkowitz, politolog
- 2021 Jill Lepore, americká historička
- 2022 Serhij Žadan, ukrajinský spisovatel
- 2023 Máša Gessenová, rusko-americká novinářka a spisovatelk